# Sous le plus grand chapiteau du monde
Ne pas confondre avec la série télévisée Le Plus Grand Chapiteau du monde.
Pour plus de détails, voir Fiche technique et Distribution.
Sous le plus grand chapiteau du monde (The Greatest Show on Earth) est un film américain réalisé par Cecil B. DeMille en 1952 avec le cirque Barnum & Bailey.

## Synopsis
Le directeur d'un grand cirque américain, Brad Braden, doit faire face à des difficultés financières, et ses investisseurs refusent d'assurer une tournée complète cette année : ils préfèrent se contenter des grandes villes, et faire une tournée de dix semaines. Pour les convaincre qu'il va réussir à équilibrer le budget, Braden les informe qu'il a engagé le « grand » Sébastian, un trapéziste de renom. Ses investisseurs le préviennent qu'en plus d'avoir du succès auprès des spectateurs, celui-ci a également beaucoup de succès auprès des dames, ce qui fait qu'il crée autant de problèmes qu'il attire la renommée. De son côté, le truand Henderson a bien l'intention de profiter de la caravane du cirque pour arnaquer certains visiteurs. Il confie cette tâche à Jack Lawson, à qui il conseille de se faire discret : il ne tiendrait pas face à Braden.
Braden espère néanmoins qu'il arrivera à mater Sébastian, d'autant plus qu'il doit annoncer à sa star actuelle, Dolly, avec laquelle il partage de tendres sentiments, qu'elle doit laisser sa place sur la piste centrale, et se contenter de la piste 1 - le contrat de Sébastian stipulant qu'il est automatiquement la tête d'affiche de la tournée. Toute la troupe est heureuse de savoir que la tournée sera intégralement assurée, et les dames se réjouissent de l'arrivée de Sébastian. Toutes sauf deux : Angel, qui a déjà été victime du charme de Sébastian et ne souhaite plus en souffrir, et évidemment Dolly, pour laquelle quitter la piste centrale est un crève-cœur. Néanmoins, elle prévient Braden qu'elle forcera Sébastian à lui rendre la tête d'affiche, en préparant un numéro plus talentueux que lui. À son arrivée, Sébastian apprend ces désagréments et propose à Dolly, qu'il a remarqué, de lui rendre la piste centrale. Mais Braden se doit de refuser ce marchandage : Dolly n'est pas aussi connue que Sébastian, ce dernier doit rester tête d'affiche pour attirer le plus de monde. Dolly est furieuse contre Braden, l'accusant de méconnaître les sensations du trapèze, et semble dès lors goûter au charme du nouvel arrivant. De son côté, le clown Buttons, qui ne se démaquille jamais, tente de rétablir l'harmonie entre le directeur et son ancienne star, tous deux ses amis.
À la première représentation, Dolly et Sébastian s'engagent dans un duel de trapézistes, toujours plus dangereux, et sans filet. Celui-ci est évidemment salué par la foule, mais les autres membres du cirque voient cela d'un mauvais œil, en pensant que cela finira mal. À une des représentations suivantes, Dolly tente de battre un record, mais avec un matériel inapproprié : Braden la fait descendre manu militari au milieu de son numéro, et s'attire les reproches de Dolly et de Sébastian à la fois. Ceux-ci sont de plus en plus proches, même si avec l'aide d'Angel, Braden fait comprendre à Dolly le risque qu'elle a couru en lui montrant le matériel qu'elle utilisait : encore quelques secondes et il se rompait. Dolly comprend alors qu'au-delà de l'intérêt de Braden pour le cirque et avant tout le cirque, elle a une place dans son cœur. Elle lui promet donc de ne plus effectuer désormais que le numéro prévu, tandis que Brad prévoit de mettre dorénavant un filet sur la piste centrale, pour éviter tout nouveau numéro dangereux de Sébastian.
Accessoirement, Braden découvre le trafic de Lawson et le chasse rapidement, s'attirant la rancune de Henderson, qui ne parait toutefois pas vouloir le sanctionner tout de suite. Angel de son côté est pourchassée par les assiduités du dompteur d'éléphants, Klauss, très amoureux, très possessif et très jaloux de Sébastian. À la nouvelle représentation, Dolly, bien convaincue de se contenter de son numéro habituel, ne peut s'empêcher de railler Sébastian sur l'intérêt désormais moindre de la piste centrale, si un filet y est apposé. Celui-ci d'un coup de couteau fait tomber le filet, et chacun se dirige à sa place. Ce que seuls Sébastian et Monsieur Loyal savent, c'est que le trapéziste va tenter ce soir un exploit : un double saut périlleux en avant, à travers un cerceau. Sébastian se rate, et tombe de tout son poids sur la piste : il est obligé de partir à l'hôpital, avec des blessures très graves. Dolly s'accuse alors de l'avoir poussé à cette tentative périlleuse. Durant la représentation, Buttons a croisé sa mère, qui le prévient qu'« ils » le cherchent toujours. Celui-ci lui demande de l'embrasser, pour « tenir jusqu'à l'année prochaine ».
Quelques mois après, Sébastian revient au milieu de la troupe, sans avoir apparemment changé de comportement. Il annonce devant Dolly et Braden devoir quitter l'équipe, car il aurait signé un nouveau contrat au cirque Columbia, concurrent direct du leur. Braden a tôt fait de démasquer la supercherie : Sébastian a le bras droit paralysé, apparemment définitivement, et n'a menti que pour s'assurer que son infortune restait inconnue de chacun, spécialement de Dolly. Celle-ci, bourrée de remords, décide de vivre désormais avec lui, et le convainc de rester au cirque, où il s'affaire désormais à distribuer les bonbons. Angel est quant à elle furieuse contre Dolly : elle s'offre visiblement à Sébastian non par amour mais par compassion, ce dont il a horreur, et laisse dans le même temps tomber Braden, alors que ce dernier mérite bien mieux. Angel est donc désormais décidée à séduire le directeur, ce qu'elle ne voulait pas tenter tant que lui et Dolly étaient ensemble. Mais Klauss ne l'entend pas de cette oreille : Braden, prévenu par Dolly, a juste le temps d'interrompre le numéro d'éléphants de Klauss, lorsqu'Angel se retrouve la tête sous la patte d'un éléphant. Il la sort du pétrin et chasse Klauss de la troupe. Le dompteur accepte alors d'entrer dans les combines de Lawson, qui n'a jamais vraiment quitté les abords du cirque. D'autre part, Buttons remarque par inadvertance que le bras paralysé de Sébastian est à nouveau sensible au toucher, mais garde cette information secrète un moment.
Alors qu'ils s'apprêtent à embarquer pour leur prochaine destination, Braden fait partir comme d'habitude le premier train, composé de l'équipement et des cages, ainsi que du caissier, occupé à faire les comptes. Au moment de monter dans le second train, le directeur est abordé par un agent du FBI, qui recherche un ancien chirurgien, accusé d'avoir tué sa femme, qui était alors malade et condamnée. Braden nie reconnaître dans la photo présentée le moindre de ses employés, mais accepte que l'agent les suive jusqu'à la ville suivante, où ce dernier compte prendre quelques empreintes de certains membres de la troupe. Dans le train, Braden prévient Buttons de sa rencontre. En échange, Buttons l'avertit du possible diagnostic sur le bras de Sébastian : en le provoquant, Braden démontre à tous que son bras pourrait bien être guéri, et qu'il pourrait à nouveau faire du trapèze. Sébastian lui manifeste une reconnaissance gigantesque.
Au même moment, Klauss et Lawson ont fait s'arrêter le premier train, et subtilisé la recette. Toutefois, Klauss voit arriver le second train, et veut les avertir du danger : Lawson s'y oppose, mais est assommé par l'ancien dompteur. Celui-ci roule tous feux allumés vers la locomotive en approche, et finit par la heurter de plein fouet, provoquant sa mort et celle de son complice. Bien que les mécaniciens aient vu le danger, ils ralentissent trop tard et les deux trains se percutent. Les fauves se sauvent, le matériel est détruit, et une grande partie de l'équipe est blessée. Le docteur de la troupe est assommé, et Braden s'est ouvert une artère. Buttons, sur le point de s'enfuir, fait demi-tour sur demande de Dolly, et opère Braden, tandis que le reste de la troupe s'efforce de faire le décompte du matériel restant, et de retrouver les animaux. Avec l'aide et sous la surveillance de l'agent du FBI, Buttons pratique avec réussite l'opération, mais Braden a perdu beaucoup de sang, et c'est Sébastian, dont le groupe correspond au sien, qui lui sert de donneur.
Dolly, ne voulant plus que Braden s'inquiète pour la représentation, alors qu'il a besoin de repos, prend elle-même les choses en main : elle demande à chaque artiste de se préparer pour une parade en ville, et ordonne aux manutentionnaires de préparer les pistes pour une représentation en plein air, l'accident ayant détruit le chapiteau. La parade en fanfare est une réussite, et toute la ville fait le déplacement jusqu'au lieu de l'accident. La représentation, malgré l'état du matériel et de celui des artistes, est un succès, au grand dépit de Henderson, venu voir le cirque s'effondrer. Buttons est néanmoins arrêté, l'agent du FBI, malgré le respect qu'il a désormais pour le fugitif, devant faire son devoir. Braden et Dolly finissent par reconnaître leur amour réciproque, et sa compatibilité avec leur passion commune : le cirque. Quant à Sébastian, il fait remarquer à Angel que personne ne s'occupe plus d'eux, et lui propose de l'épouser pour remédier à cette erreur, proposition qu'elle accepte rapidement et avec enthousiasme.

## Fiche technique
- Titre original : The Greatest Show on Earth
- Titre français : Sous le plus grand chapiteau du monde
- Réalisation : Cecil B. DeMille
- Scénario : Barré Lyndon, Fredric M. Frank et Theodore St. John d'après un récit de Frank Cavett, Theodore St. John et Fredric M. Frank
- Direction artistique : Walter Tyler et Hal Pereira
- Décoration de plateau : Sam Comer et Ray Moyer
- Costumes : Edith Head, Dorothy Jeakins et Miles White pour les costumes de cirque
- Maquillage : Wally Westmore
- Photographie : George Barnes
- Effets spéciaux : Devereaux Jennings (crédité Devereux Jennings), Gordon Jennings et Paul K. Lerpae
- Montage : Anne Bauchens
- Chorégraphie : Richard Barstow
- Musique : Victor Young
- Production :
  - Production : Cecil B. DeMille
  - Production associée : Cecil B. DeMille
- Société de production : Paramount Pictures
- Sociétés de distribution : Paramount Pictures Corporation (États-Unis), Paramount (France)
- Budget : 4 000 000 $ US[1]
- Recettes monde : 36 000 000 $ US[1]
- Pays de production :  États-Unis
- Langue originale : anglais, russe
- Format : couleur (Technicolor) — 16 mm — 35 mm — 1,37:1 — mono (Western Electric Sound System)
- Genre : comédie dramatique
- Durée : 153 minutes
- Dates de sortie : 
  - États-Unis : 10 janvier 1952
  - France : 27 mars 1953

## Distribution

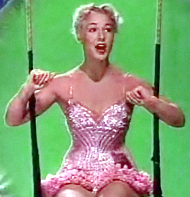
Betty Hutton.

- Charlton Heston (V.F : Jean Davy) : Brad Braden (« Marc Braden » dans la version française)
- Betty Hutton (V.F : Claude Daltys) : Dolly
- Cornel Wilde (V.F : Roland Ménard) : « Le Grand Sébastian »
- Gloria Grahame (V.F : Claire Guibert) : Angel (« Arielle » dans la version française)
- James Stewart (V.F : Roger Tréville) : Buttons (« Patoche » dans la version française)
- Dorothy Lamour (V.F : Madeleine Briny) : Phyllis (« Flossie » dans la version française)
- Lyle Bettger (V.F : Jean Martinelli) : Klauss le dompteur
- Henry Wilcoxon (V.F : Georges Hubert) : l'inspecteur Gregory
- Edmond O'Brien : un aboyeur
- John Ridgely : Manager assistant
- Lawrence Tierney (V.F : Lucien Bryonne) : Henderson
- Vicki Bakken (V.F : Gilberte Aubry) : Vicky
- Julia Faye (V.F : Henriette Marion) : Birdie
- Cecil B. DeMille (V.F : Jacques Berlioz) : le narrateur
- Frank Wilcox (V.F : Maurice Dorléac) : le médecin
- John Parrish (V.F : Raymond Loyer) : Jack Lawson
- Dorothy Adams (V.F : Marie Francey) : la femme de Sam
- Robert Carson (en) (V.F :  Robert Dalban) : Monsieur Loyal
- Lillian Albertson (V.F : Renée Dandry) : la mère de Patoche
- John Kellogg : Harry

Acteurs non crédités
- Lane Chandler : Dave
- Davison Clark : le fermier Sam
- John Crawford : Jack
- Lee Aaker, Paul E. Burns, Bing Crosby, Peter Hansen, Bob Hope : spectateurs
- Kathleen Freeman, Mona Freeman, Nancy Gates, Queenie Smith, Mabel Stark, Josephine Whittell : spectatrices
- Angelo Rossitto : le nain
- Emmett Kelly : le clown

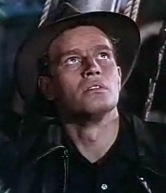
Charlton Heston
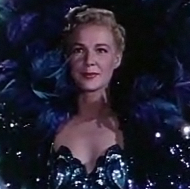
Betty Hutton
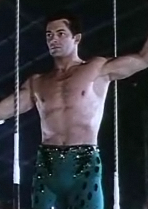
Cornel Wilde
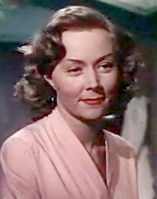
Gloria Grahame
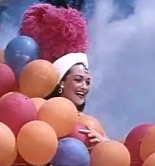
Dorothy Lamour
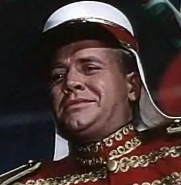
Lyle Bettger

## Distinctions
- Oscars 1953
  - Meilleur film
  - Meilleure histoire originale
- Golden Globes 1953
  - Meilleur film dramatique
  - Meilleur réalisateur pour Cecil B. DeMille

## Postérité
Le film italien Il più comico spettacolo del mondo de Mario Mattoli sort en 1953 et se veut une parodie directe de Sous le plus grand chapiteau du monde.
La scène d'ouverture du film The Fabelmans réalisé en 2022 par Steven Spielberg fait référence à Sous le plus grand chapiteau du monde. Les parents du jeune Sammy Fabelman (la version fictionnelle du jeune Spielberg) l'emmènent au cinéma pour y voir ce film.